# Ransberg
Ransberg is een deelgemeente van Kortenaken (kanton Diest, arrondissement Leuven, Vlaams-Brabant, België). Ransberg was sinds de afsplitsing van Neerlinter in 1911 een zelfstandige gemeente tot aan de gemeentelijke herindeling van 1977.

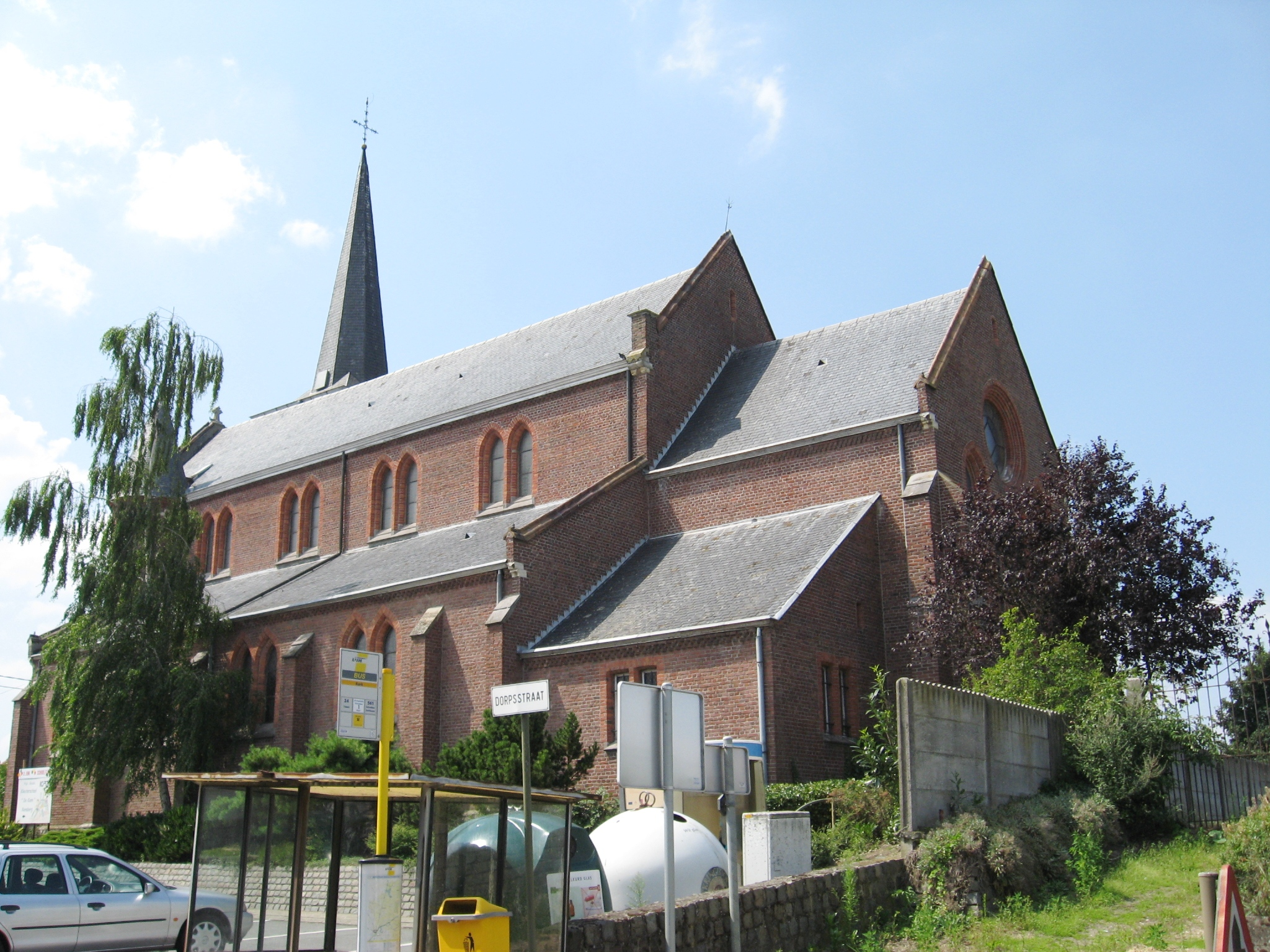
Onze-Lieve-Vrouw van de Rozenkranskerk

## Toponymie
Het toponiem Ransberg komt in bronnen voor als Ramelenberg (1266) en Raemsberg (1483).

## Geschiedenis
Deze voormalige gemeente ressorteerde lange tijd onder Neerlinter. In 1875 vroegen de inwoners van Ransberg de oprichting van een afzonderlijke gemeente, maar de gemeenteraad van Neerlinter wees dit af. In 1879 kwam er een nieuwe vraag voor splitsing, nog een in 1896, maar de voorstellen werden verworpen omdat de geldmiddelen onvoldoende zouden zijn. Onder de leiding van grootgrondbezitter en kandidaat-senator Ferdinand Corneille A’ Speculo, werd een stevig dossier samengesteld. Op 19 juli 1910 stemde de gemeenteraad van Neerlinter gunstig. Het wetsvoorstel om de gemeente Neerlinter te splitsen werd in augustus 1911 door Kamer en Senaat goedgekeurd en verscheen op 31 augustus 1911 in het Staatsblad. De nieuwe gemeente Ransberg was een realiteit.

## Bezienswaardigheden
- De  Onze-Lieve-Vrouw van de Rozenkranskerk werd in 1419 gebouwd in opdracht van edelvrouwe Elisabeth Van Ransberghe, en in 1823 opgewaardeerd tot de parochiekerk.
- Het Kasteel A Speculo (1866)
- Het Kasteel Pardon op het grondgebied van Budingen
- De Kapel van de Verlosser

## Natuur en landschap
Ransberg ligt op een hoogte van 30-80 meter. In het noordwesten loopt de Velp en in het zuidoosten loopt de Roelbeek die uitmondt in de Grote Gete. Naast enkele landgoederen vindt men hier veel fruitteelt.

## Demografische ontwikkeling
- Bronnen:NIS, Opm:1831 tot en met 1970=volkstellingen; 1976 = inwoneraantal op 31 december

## Bekende inwoners
- Ridder Jan van Goethuyzen (15e eeuw)
- Ridder Jan Vander Eycken (16e eeuw)
- Ambrosius Alogia (17e eeuw)
- Hugo Mathues
- Jef Aerts

## Nabijgelegen kernen
Miskom, Kortenaken, Budingen, Drieslinter, Neerlinter, Stok